# Cegléd
Cegléd is een stad in Hongarije, in het zuidoosten van het comitaat Pest.
Cegléd heeft historische betekenis, doordat Lajos Kossuth hier op 24 september 1848 het volk opriep te strijden tegen de Habsburgers. Naar Kossuth zijn in Cegléd een plein, een museum, een gymnasium en een hotel genoemd. De plaatselijke Kossuthcultus is sinds 2014 opgenomen op de Unesco-lijst van immaterieel erfgoed. Het Kossuthmuseum werd in 1917 gesticht en bewaart talrijke historische documenten. 
Aan het Kossuthplein staat de katholieke parochiekerk uit 1825. József Hild ontwierp de wat jongere neoclassicistische hervormde kerk met twee torens, een koepel en een voorhal met zuilen. Hij dateert uit 1834 en is te beschouwen als een voorloper van diens basiliek van Esztergom.

## Partnersteden
Cegléd onderhoudt stedenbanden met Plauen en Mühldorf in Duitsland en met vijf plaatsen in Transsylvanië (Roemenië): Miercurea Ciuc, Gheorgheni, Sfântu Gheorghe, Vlăhița en Odorheiu Secuiesc.